# Hystrix gracilis
Hystrix gracilis är en gräsart som först beskrevs av Joseph Dalton Hooker, och fick sitt nu gällande namn av Carl Ernst Otto Kuntze. Hystrix gracilis ingår i släktet Hystrix och familjen gräs. Inga underarter finns listade i Catalogue of Life.